# Greens Fork
Greens Fork – miasto w Stanach Zjednoczonych, w stanie Indiana, w hrabstwie Wayne.